# Iauareté
Iauareté, ou Iauaretê, é um povoado do município brasileiro de São Gabriel da Cachoeira, no estado do Amazonas.

## O nome
Seu nome, como o de várias outras dessa região de fronteira, é definido nas inúmeras narrativas míticas até hoje guardadas pela memória social dos povos indígenas da área. Iauareté é a "cachoeira das onças", local onde em um passado remoto viveu uma gente-onça, propensa à guerra e ao canibalismo, e cujo extermínio coube aos irmãos Diroá, personagens-deuses dos mitos indígenas, que legariam aos homens de hoje vários rituais e conhecimentos xamânicos.

## História
Iauaretê foi também uma povoação de grande importância durante a história mais recente de colonização da região. Situada no ponto de confluência dos rios Uaupés e Papuri, sub-regiões densamente povoadas pelos índios Tariano, Tukano, Pira-Tapuia, Wanano, Arapasso, Tuyuka e outros, serviu como ponto de referência para inúmeros viajantes que percorreram a área desde o final do século XVIII, para seringueiros e comerciantes que exploravam a mão-de-obra indígena e, finalmente, como base para os missionários salesianos que em 1930 implantaram ali uma grande missão dedicada à catequese dos índios. Em cinco décadas de funcionamento, seus internatos receberam centenas de alunos indígenas. No fim dos anos 1980, foram construídos em Iauaretê um pelotão do Exército e uma pista de pouso, no âmbito de um programa de defesa e colonização da fronteira norte-amazônica, o chamado Projeto Calha Norte.
A população local é de cerca de 3 mil pessoas, e o aspecto do lugar é o de uma pequena cidade, com energia elétrica, telefonia, televisão, colégios e comércio.

## Geografia
| Maiores acumulados de precipitação em 24 horas registrados em Iauaretê por meses (INMET) | Maiores acumulados de precipitação em 24 horas registrados em Iauaretê por meses (INMET) | Maiores acumulados de precipitação em 24 horas registrados em Iauaretê por meses (INMET) | Maiores acumulados de precipitação em 24 horas registrados em Iauaretê por meses (INMET) | Maiores acumulados de precipitação em 24 horas registrados em Iauaretê por meses (INMET) | Maiores acumulados de precipitação em 24 horas registrados em Iauaretê por meses (INMET) |
| Mês                                                                                      | Acumulado                                                                                | Data                                                                                     | Mês                                                                                      | Acumulado                                                                                | Data                                                                                     |
| ---------------------------------------------------------------------------------------- | ---------------------------------------------------------------------------------------- | ---------------------------------------------------------------------------------------- | ---------------------------------------------------------------------------------------- | ---------------------------------------------------------------------------------------- | ---------------------------------------------------------------------------------------- |
| Janeiro                                                                                  | 124 mm                                                                                   | 07/01/1971                                                                               | Julho                                                                                    | 100,7 mm                                                                                 | 25/07/1967                                                                               |
| Fevereiro                                                                                | 146,8 mm                                                                                 | 01/02/1993                                                                               | Agosto                                                                                   | 98,8 mm                                                                                  | 15/08/2005                                                                               |
| Março                                                                                    | 132,9 mm                                                                                 | 21/03/1997                                                                               | Setembro                                                                                 | 172,1 mm                                                                                 | 26/09/1999                                                                               |
| Abril                                                                                    | 189,9 mm                                                                                 | 24/04/2002                                                                               | Outubro                                                                                  | 143 mm                                                                                   | 29/10/2003                                                                               |
| Maio                                                                                     | 158,1 mm                                                                                 | 12/05/1977                                                                               | Novembro                                                                                 | 105,4 mm                                                                                 | 21/11/1989                                                                               |
| Junho                                                                                    | 137,6 mm                                                                                 | 08/06/2003                                                                               | Dezembro                                                                                 | 153,8 mm                                                                                 | 18/12/2002                                                                               |
| Período: 1961 a 1990 e a partir de 1993                                                  |                                                                                          |                                                                                          |                                                                                          |                                                                                          |                                                                                          |

Iauareté está localizado dentro da Terra Indígena Alto Rio Negro, no extremo noroeste da Amazônia brasileira. A localidade é o ponto onde o rio Uaupés adentra o território brasileiro, após percorrer uma extensa zona desde suas nascentes na Colômbia e delimitar por largo trecho a fronteira entre os dois países.
Segundo dados do Instituto Nacional de Meteorologia (INMET), referentes ao período de 1961 a 1990 e a partir de 1993, a menor temperatura registrada em Iauaretê foi de 15,8 ºC em 19 de julho de 1975, e a maior atingiu 39,4 ºC em 13 de fevereiro de 2010. O maior acumulado de precipitação em 24 horas atingiu 189,9 mm em 24 de abril de 2002. Outros grandes acumulados superiores a 150 mm foram 172,1 mm em 26 de setembro de 1999, 158,1 mm em 12 de maio de 1977 e 153,1 mm em 18 de dezembro de 2002. O mês de maior precipitação foi maio de 1976, quando foram registrados 952,2 mm, seguido por janeiro de 1971 (934,6 mm), março de 1971 (849,7 mm) e janeiro de 1976 (705 mm).
| Dados climatológicos para Iauaretê | Dados climatológicos para Iauaretê | Dados climatológicos para Iauaretê | Dados climatológicos para Iauaretê | Dados climatológicos para Iauaretê | Dados climatológicos para Iauaretê | Dados climatológicos para Iauaretê | Dados climatológicos para Iauaretê | Dados climatológicos para Iauaretê | Dados climatológicos para Iauaretê | Dados climatológicos para Iauaretê | Dados climatológicos para Iauaretê | Dados climatológicos para Iauaretê | Dados climatológicos para Iauaretê |
| Mês | Jan                                | Fev                                | Mar                                | Abr                                | Mai                                | Jun                                | Jul                                | Ago                                | Set                                | Out                                | Nov                                | Dez                                | Ano                                |
| --- | ---------------------------------- | ---------------------------------- | ---------------------------------- | ---------------------------------- | ---------------------------------- | ---------------------------------- | ---------------------------------- | ---------------------------------- | ---------------------------------- | ---------------------------------- | ---------------------------------- | ---------------------------------- | ---------------------------------- |
| Temperatura máxima recorde (°C) | 38                                 | 39,4                               | 37,1                               | 37                                 | 36,2                               | 39,8                               | 36                                 | 36,8                               | 37,8                               | 37,8                               | 37,6                               | 38,1                               | 39,4                               |
| Temperatura máxima média (°C) | 32,4                               | 32,1                               | 32,3                               | 31,9                               | 31,4                               | 31                                 | 30,8                               | 31,6                               | 32,6                               | 32,7                               | 32,4                               | 32,2                               | 32                                 |
| Temperatura média compensada (°C) | 26,2                               | 26,2                               | 26,3                               | 26,2                               | 26                                 | 25,6                               | 25,3                               | 25,8                               | 26,3                               | 26,4                               | 26,4                               | 26,2                               | 26,1                               |
| Temperatura mínima média (°C) | 22,1                               | 22                                 | 22,1                               | 22,3                               | 22,2                               | 21,8                               | 21,4                               | 21,6                               | 21,8                               | 22                                 | 22,2                               | 22                                 | 22                                 |
| Temperatura mínima recorde (°C) | 17,7                               | 18,8                               | 19,2                               | 18,8                               | 17,4                               | 16,8                               | 15,8                               | 17                                 | 18,8                               | 18,4                               | 19,5                               | 18,5                               | 15,7                               |
| Precipitação (mm) | 233,3                              | 234,5                              | 279,1                              | 328,5                              | 378,7                              | 341,1                              | 313,2                              | 243,9                              | 220,9                              | 240,6                              | 215,7                              | 233,2                              | 3 262,7                            |
| Dias com precipitação (≥ 1 mm) | 17                                 | 16                                 | 18                                 | 20                                 | 22                                 | 21                                 | 21                                 | 19                                 | 16                                 | 16                                 | 14                                 | 17                                 | 217                                |
| Umidade relativa compensada (%) | 87,3                               | 87                                 | 87,5                               | 87,5                               | 88,7                               | 88,8                               | 88,7                               | 87,2                               | 85,5                               | 86,2                               | 86,4                               | 87,6                               | 87,4                               |
| Insolação (h) | 109,3                              | 89,5                               | 106,3                              | 96,3                               | 98,8                               | 93,9                               | 108,6                              | 123,4                              | 131,5                              | 127,1                              | 124,3                              | 115                                | 1 324                              |
| Fonte: Instituto Nacional de Meteorologia (INMET) (normal climatológica de 1981-2010; recordes de temperatura de 1961 a 1990 e a partir de 1993) |                                    |                                    |                                    |                                    |                                    |                                    |                                    |                                    |                                    |                                    |                                    |                                    |                                    |

## Patrimônio cultural

### A Cachoeira de Itaueretê
Devido às mudanças no cenário e ao novo estilo de vida que os índios passaram a adotar, algumas das lideranças locais solicitaram ao IPHAN, em 2004, o registro da Cachoeira de Iauaretê como patrimônio imaterial no Livro de Lugares, dentro do contexto do Decreto 3551/2000, que dispõe sobre o registro e cria o Programa Nacional do Patrimônio Imaterial.
Atendendo à solicitação dessas lideranças, o IPHAN desenvolveu, entre 2004 e 2005, um extenso trabalho de documentação da cachoeira, que deu origem a um dossiê sobre os significados culturais do lugar e de seus diversos acidentes geográficos (rochas, pedrais, canais e ilhas que cristalizam os feitos dos seres criadores do começo dos tempos).
Em agosto de 2006, o Conselho Consultivo daquele órgão aprovou o pedido de registro, baseando-se na documentação técnica produzida por técnicos do órgão e do ISA. A Cachoeira de Iauaretê é, agora, o primeiro bem cultural que figura do recém-aberto Livro dos Lugares, ato de reconhecimento pelo Estado que implica o desenvolvimento de outras ações de salvaguarda visando à conservação desse patrimônio cultural.

### A Serra do Bem-Te-Vi
Porém, no mesmo ano, a Aeronáutica anunciou planos para dinamitar o afloramento rochoso da Serra do Bem-Te-Vi, com vistas a aumentar a pista de pouso local. Tal serra tem importância local semelhante à da Cachoeira do Iauaretê, e os índios tarianos acreditam ser lá a morada espiritual de Kamewa Perisi, ancestral dos principais sibs dos grupos étnicos. Em resposta às manifestações, a Comissão de Aeroportos da Amazônia (COMARA) anunciou a suspensão das obras em outubro.